# Domaházai Hangony-patak völgye
Domaházai Hangony-patak völgye este o arie protejată (arie specială de conservare — SAC, sit de importanță comunitară — SCI) din Ungaria întinsă pe o suprafață de 1.171,03 ha, integral pe uscat.

## Localizare
Centrul sitului Domaházai Hangony-patak völgye este situat la coordonatele 48°11′10″N 20°05′25″E / 48.186111°N 20.090278°E.

## Înființare
Situl Domaházai Hangony-patak völgye a fost declarat sit de importanță comunitară în mai 2004 pentru a proteja 1 specie de plante și 9 specii de animale. Situl a fost protejat și ca arie specială de conservare în februarie 2010.

## Biodiversitate
Situată în ecoregiunea panonică, aria protejată conține 11 habitate naturale: Liziere de ierburi înalte hidrofile de câmpie și de nivel montan până la alpin, Mlaștini alcaline, Pajiști uscate seminaturale și facies de acoperire cu tufișuri pe substraturi calcaroase (Festuco-Brometalia) (* situri importante pentru orhidee), Păduri aluvionare cu Alnus glutinosa și Fraxinus excelsior (Alno-Padion, Alnion incanae, Salicion albae), Păduri panonice cu Quercus petraea și Carpinus betulus, Păduri panonice cu Quercus pubescens, Pajiști aluvionare inundabile, de Cnidion dubii, Păduri de fag Asperulo-Fagetum, Pajiști stepice subpanonice, Fânețe de joasă altitudine (Alopecurus pratensis, Sanguisorba officinalis), Păduri panonice-balcanice de stejar turcesc - stejar sesil.
La baza desemnării sitului se află mai multe specii protejate:
- plante (1): sisinei (Pulsatilla grandis)
- mamifere (2): liliac cârn (Barbastella barbastellus), lupul (Canis lupus)
- nevertebrate (7): Coenagrion ornatum, Cucujus cinnaberinus, orthosia schmidtii (Dioszeghyana schmidtii), rădașcă (Lucanus cervus), fluturele purpuriu (Lycaena dispar), Vertigo angustior, Vertigo moulinsiana

Pe lângă speciile protejate, pe teritoriul sitului au mai fost identificate 6 specii de plante, 5 specii de nevertebrate.